# Arietà
In logica, matematica, e informatica, l'arietà (sinonimi: tipo, adicità e rango) di una funzione o di un'operazione è il numero degli argomenti o operandi che richiede la funzione. L'arietà di una relazione è il numero dei domini nel prodotto cartesiano.
Il termine deriva dagli aggettivi "unario", "binario", "ternario"... "{\displaystyle n}-ario", ed è principalmente usato in riferimento ad operazioni.
Se {\displaystyle f} è la funzione {\displaystyle f\colon S^{n}\rightarrow S}, dove {\displaystyle S} è un insieme, allora {\displaystyle f} è un'operazione e {\displaystyle n} è la sua arietà.
Arietà maggiori di 3 si incontrano raramente in informatica teorica (sebbene nella programmazione pratica sia comune definire funzioni con più di 3 argomenti).
In linguistica, talvolta si chiama arietà la valenza di un verbo.

## Uso della terminologia
Il termine "arietà" è raramente impiegato nell'uso quotidiano. Per esempio, piuttosto che dire che "l'arietà della operazione di addizione è 2" o che "l'addizione è un'operazione di arietà 2", si dice solitamente che "l'addizione è un'operazione binaria".
In generale il nome delle funzioni o degli operatori con una data arietà si ottiene combinando un prefisso latino con il suffisso "-ario". Il prefisso latino da usare è il tema del corrispondente numerale distributivo latino , con l'eccezione di singuli, al quale si preferisce uni, benché in latino esista singularius:
| n   | distributivo | n-ario      |
| --- | ------------ | ----------- |
| 1   | (singuli)    | unario      |
| 2   | bini         | binario     |
| 3   | terni        | ternario    |
| 4   | quaterni     | quaternario |
| 5   | quini        | quinario    |
| ... | ...          | ...         |

In alternativa si possono anche utilizzare i termini corrispondenti di origine greca, che assumono la forma generica {\displaystyle n}-adico e prendono per {\displaystyle n} il relativo prefisso numerico che la lingua greca usa per le parole composte. In questo caso anziché di "arietà" si parla di "adicità". L'uso dei termini greci ha il vantaggio di consentire la costruzione del termine generico usando il prefisso "poli-" (mentre il corrispondente latino *multiario non si usa):
| n   | prefisso | n-adico   |
| --- | -------- | --------- |
| 1   | mono-    | monadico  |
| 2   | di-      | diadico   |
| 3   | tri-     | triadico  |
| 4   | tetra-   | tetradico |
| 5   | penta-   | pentadico |
| ... | ...      | ...       |
| n   | poli-    | poliadico |

## Esempi

### Nullari
A volte è utile considerare una costante come un'operazione di arietà 0, sicché la si chiama "nullaria" (o semplicemente "zero-aria").

### Unari
Esempi di operatori unari in matematica e programmazione includono il più e il meno unitario, gli operatori di incremento e decremento nel linguaggio C o nei linguaggi di programmazione simili, l'operatore del complemento a due e le funzioni fattoriale e valore assoluto in matematica.

### Binari
Molti operatori che si incontrano in programmazione sono di tipo binario. Sia per la programmazione sia per la matematica questi possono essere l'operatore di moltiplicazione, quello di addizione e la divisione. I connettivi logici come OR, XOR, AND, IMP sono tipicamente usati come operatori binari con due distinti operandi.

### Ternari
Dai linguaggi di programmazione C, C++, Java, Perl e altre varianti di questi proviene l'operatore ternario ?:, detto operatore condizionale, che si applica a tre argomenti.
Anche il Forth dispone di un operatore ternario */, che moltiplica i primi due numeri dividendoli per un terzo.

### n-ari
Da un punto di vista matematico, una funzione di {\displaystyle n} argomenti può sempre essere considerata come una funzione di un solo argomento che è un elemento del prodotto degli insiemi a cui appartengono i vari argomenti. Tuttavia può essere conveniente per la notazione considerare funzioni {\displaystyle n}-arie, come ad esempio le applicazioni multilineari.
Lo stesso vale per i linguaggi di programmazione, dove le funzioni con più argomenti possono sempre essere definite come funzioni aventi un solo argomento di qualche tipo complesso.